# Powiat Güssing
Powiat Güssing (niem. Bezirk Güssing) – powiat w Austrii, w kraju związkowym Burgenland, przy granicy węgierskiej. Siedziba powiatu znajduje się w mieście Güssing.

## Geografia
Powiat graniczy: na południu z powiatem Jennersdorf, na południowym zachodzie z powiatem Fürstenfeld, na zachodzie z powiatem Hartberg (dwa w Styrii), na północy z powiatem Oberwart, na wschodzie powiat graniczy z węgierskim komitatem Vas.

## Podział administracyjny
Powiat podzielony jest na 28 gmin, w tym jedną gminą miejską (Stadt), osiem gmin targowych (Marktgemeinde) oraz 19 gmin wiejskich (Gemeinde). Ludność wg stanu na 1 stycznia 2023.
| Miasta 1. Güssing (3610) Gminy targowe 1. Eberau (917) 2. Güttenbach (872) 3. Kukmirn (2004) 4. Ollersdorf im Burgenland (944) 5. Sankt Michael im Burgenland (1010) 6. Stegersbach (2744) 7. Stinatz (1275) 8. Strem (921) | Gminy 1. Bildein (338) 2. Bocksdorf (811) 3. Burgauberg-Neudauberg (1469) 4. Gerersdorf-Sulz (1033) 5. Großmürbisch (226) 6. Hackerberg (373) 7. Heiligenbrunn (741) 8. Heugraben (222) 9. Inzenhof (331) 10. Kleinmürbisch (230) 11. Moschendorf (379) 12. Neuberg im Burgenland (960) 13. Neustift bei Güssing (446) 14. Olbendorf (1490) 15. Rauchwart (464) 16. Rohr im Burgenland (365) 17. Tobaj (1388) 18. Tschanigraben (68) 19. Wörterberg (534) |

## Transport
Przez powiat przebiegają drogi krajowe: B56 (Geschriebenstein Straße) i B57 (Güssinger Straße), w powiecie nie ma linii kolejowych jak i drogowych przejść granicznych z Węgrami.